# مرکز مطالعات خاور نزدیک اورشلیم دانشگاه بریگام یانگ
مرکز مطالعات خاور نزدیک اورشلیم دانشگاه بریگام یانگ (انگلیسی: BYU Jerusalem Center) یا با نام محلی دانشگاه مورمون واقع در کوه زیتون در شرق بیت‌المقدس شرقی، یکی از پردیس‌های دانشگاهی اقماری دانشگاه بریگم یانگ، بزرگ‌ترین دانشگاه مذهبی در ایالات متحده است. این مرکز متعلق به کلیسای عیسی مسیح قدیسان آخرالزمان (کلیسای LDS) است و و برنامه درسی آن بر روی عهد عتیق، عهد جدید، مطالعات خاور نزدیک قدیم و جدید و زبان‌های عبری و عربی تمرکز دارد.